# Niels Lan Doky
Niels Lan Doky (sinh 3 tháng 10 năm 1963 tại Copenhagen), tên Việt là Đỗ Kỳ Lân, là một nghệ sĩ piano jazz người Đan Mạch.
Doky là con trai của một bác sĩ người Việt và mẹ là ca sĩ người Đan Mạch, cha ông vừa là bác sĩ vừa là thầy dạy guitar cổ điển, bởi thế guitar cũng là nhạc cụ đầu tiên của Doky, nhưng từ năm 12 tuổi, ông chuyển sang học piano. Từ năm 15 tuổi, ông được Ernie Wilkins và Thad Jones, người đứng đầu ban nhạc đại hòa tấu Đài phát thanh Đan Mạch nâng đỡ. Điều này khuyến khích ông sang Hoa Kỳ từ năm 1981-1984 để học ở Cao đẳng Âm nhạc Berklee ở Boston. Sau đó ông chuyển đến New York tham gia vào làng nhạc jazz và cùng làm việc với các nhạc sĩ như Joe Henderson, Clark Terry, Charlie Haden, Ray Brown, David Sanborn, Woody Shaw, Jack DeJohnette, Al Jarreau, John Scofield, Michael Brecker và Randy Brecker, và Toots Thielemans.
Năm 1986 ông cho phát hành album đầu tay Here and There, mở đầu cho hơn 20 album khác tiếp theo sau. Ông cũng phát hành nhiều album trong vai trò nhà sản xuất. Kể từ năm 1989, Doky sống ở Paris. Năm 1994 ông sáng tác nhạc cho một bộ phim tài liệu về Nữ hoàng Đan Mạch Margrethe II. Năm 1995, ông đã cùng em trai Chris Minh Doky (chơi bass) thành lập ban nhạc Doky Brothers và phát hành hai album cho hãng Blue Note Records.
Sau chuyến lưu diễn đến Trung Quốc và Việt Nam để trở về với cội nguồn châu Á của mình, ông thực hiện album Asian Session năm 1999 với sự góp mặt của ca sĩ Thanh Lam. Trong tháng 12 năm 2000, ông đã xuất hiện trình tấu với Gino Vannelli trong buổi hội kiến Đức Giáo hoàng John Paul II, truyền hình trực tiếp đến khán giả trên toàn thế giới. Năm 2002, ông thực hiện phần nhạc cho 1 vở nhạc kịch Đan Mạch Những con bướm dưới sự biên đạo múa của Birgitte Bauer-Nilsen.
Doky là nghệ sĩ piano jazz thành công nhất Đan Mạch. Ông được trao nhiều giải thưởng, trong đó có giải thưởng và Huân chương cống hiến cao quý Hiệp sĩ Thánh Giá của Dòng Dannebrog (Ridderkorset af Dannebrogordenen) của Hoàng gia Đan Mạch năm 2010 và Chứng chỉ Vàng năm 2002 cho album Casa Dolce Casa, Chứng chỉ Vàng năm 2003 cho album Spain. Năm 2005, ông ra mắt như một nhà làm phim với Between a Smile and a Tear, một phim tài liệu về câu lạc bộ nhạc jazz huyền thoại Jazzhus Montmartre tại Copenhagen. Ông đang chuẩn bị cho một phim tài liệu mới có tên Dreaming with Open Eyes.

## Vài albums chính
Cho đến năm 2011, ông đã có trên 33 album phát hành dưới tên của mình và ghi âm với các hãng đĩa danh tiếng như Columbia, Blue Note, Milestone, Soul Note,...
- Manhattan Portrait  (1993)
- Doky Brothers (1996)
- Asian Session (1999)
- Casa Dolce Casa (2001)
- Spain (2002)
- Return to Denmark (2010)
- Human Bahavior (2011)